# Wall of Arms
Wall of Arms è il secondo album dalla band inglese The Maccabees, pubblicato il 4 maggio del 2009. L'LP è stato prodotto da Markus Dravs, che nel passato ha collaborato con Bjork, gli Arcade Fire e i Coldplay.

## Tracce
1. Love You Better – 3:20
2. One Hand Holding – 3:01
3. Can You Give It? – 2:54
4. Young Lions – 3:00
5. Wall of Arms – 3:04
6. No Kind Words/Bag of Bones Part A – 3:39
7. Dinosaurs – 3:15
8. Kiss and Resolve – 3:07
9. William Powers – 3:30
10. Seventeen Hands – 3:49
11. Bag of Bones Part B – 4:41

## Singoli
- "No Kind Words"
- "Love You Better" (27 aprile 2009)
- "Can You Give It?" (6 luglio 2009)

## Componenti dei Maccabees
- Orlando Weeks – cantante, chitarrista
- Hugo White – chitarrista
- Felix White – voce di accompagnamento, chitarrista
- Rupert Jarvis – bassista
- Sam Doyle – batterista